# Луций Невий Аквилин
Луций Невий Аквилин (лат. Lucius Naevius Aquilinus) — римский политический деятель и сенатор середины III века.

## Биография
Аквилин происходил из Италии или Африки, имел титул vir clarissimus и был патроном города Тубурсикум-Буре. Возможно, его предком был легат III Августова легиона в 193 году Луций Невий Квадратиан.
В 249 году он занимал должность консула вместе с Луцием Фульвием Гавием Нумизием Эмилианом. По всей видимости, в правление императора Галлиена Аквилин находился на посту проконсула Африки.
У Аквилина было два сына: Невий Бальбин Аквилин (легат Карфагена при проконсулате своего отца) и Луций Невий Флавий Юлиан Тертулл Аквилин.